# 고경일
고경일(1981년 4월 18일 ~ )은 대한민국의 축구 선수이며 포지션은 수비수이다.